# Здание конторы колхоза (Тсоору)
Здание конторы колхоза в Тсоору (эст. Tsooru kolhoosikeskus) было построено в 1977 году на окраине мызного парка Тсоору по проекту архитектора Тоомаса Рейна. В настоящее время здание, находящееся в полуразрушенном состоянии, включено в список наследия Docomomo — международной организации по охране памятников современной архитектуры.
По мнению историка архитектуры и академика Марта Калма, разваливающиеся здания колхозных контор являются символическим воплощением одного из этапов истории Эстонии.

## Архитектура
По словам Тоомаса Рейна, он сконструировал «выразительное сооружение в духе финского модернизма. Ровным фасадом здание смотрит на лужайку, а сторону, обращённую к мызному парку, я сделал захватывающе ромбической и романтической». Действительно, экстерьер постройки гармонирует с двумя разными ландшафтами ― лесистой местностью и открытой сельскохозяйственной территорией: северная сторона здания имеет строгий и сдержанный вид, а южная сторона с рядом высоких прямоугольных окон, на которой располагается вход в зал заседаний, ― более изысканная и демонстрирующая разнообразие форм.
Здание спроектировано таким образом, что с сидений в зале через высокие окна открывается вид на парк; первоисточник данного архитектурного решения можно обнаружить в конструкции часовни Отаниеми, построенной в 1957 году в финском городе Эспоо по проекту Кайи и Хейкки Сирен. Зал конторы получает свет из двух мансардных окон, обращённых к западу, что позволяет избежать попадания в помещение прямых солнечных лучей.

## Текущее состояние
В 2000-х годах Рейн предпринял попытку обустроить в заброшенном здании дом престарелых, однако этот план так и не был реализован. Современное состояние постройки подробно показано в документальном фильме Пеэтера Брамбата «Художник Тоомас Рейн» (эст. «Ehituskunstnik Toomas Rein», 2010).

## Галерея

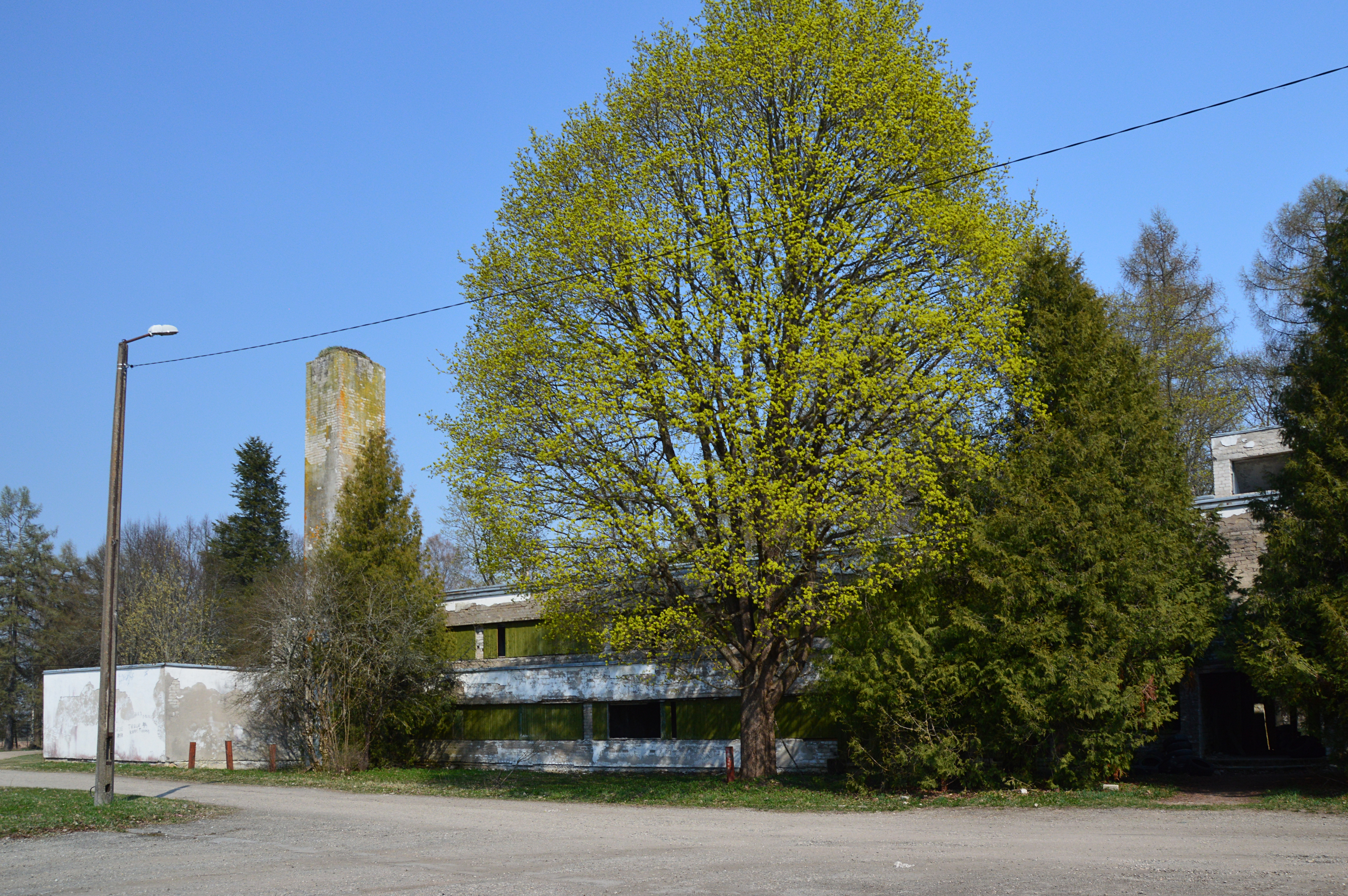
Северная сторона здания
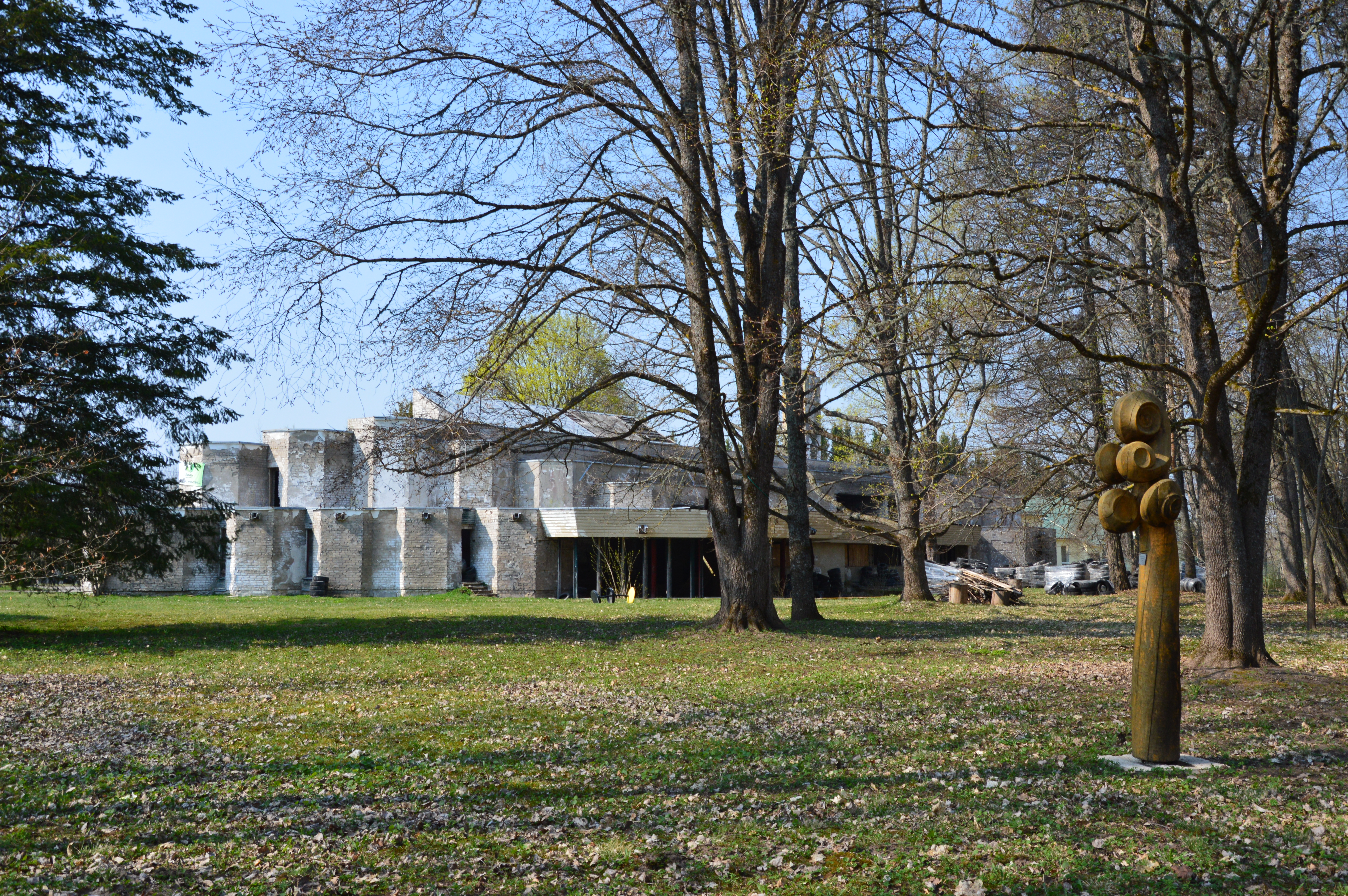
Южная сторона, вид из мызного парка
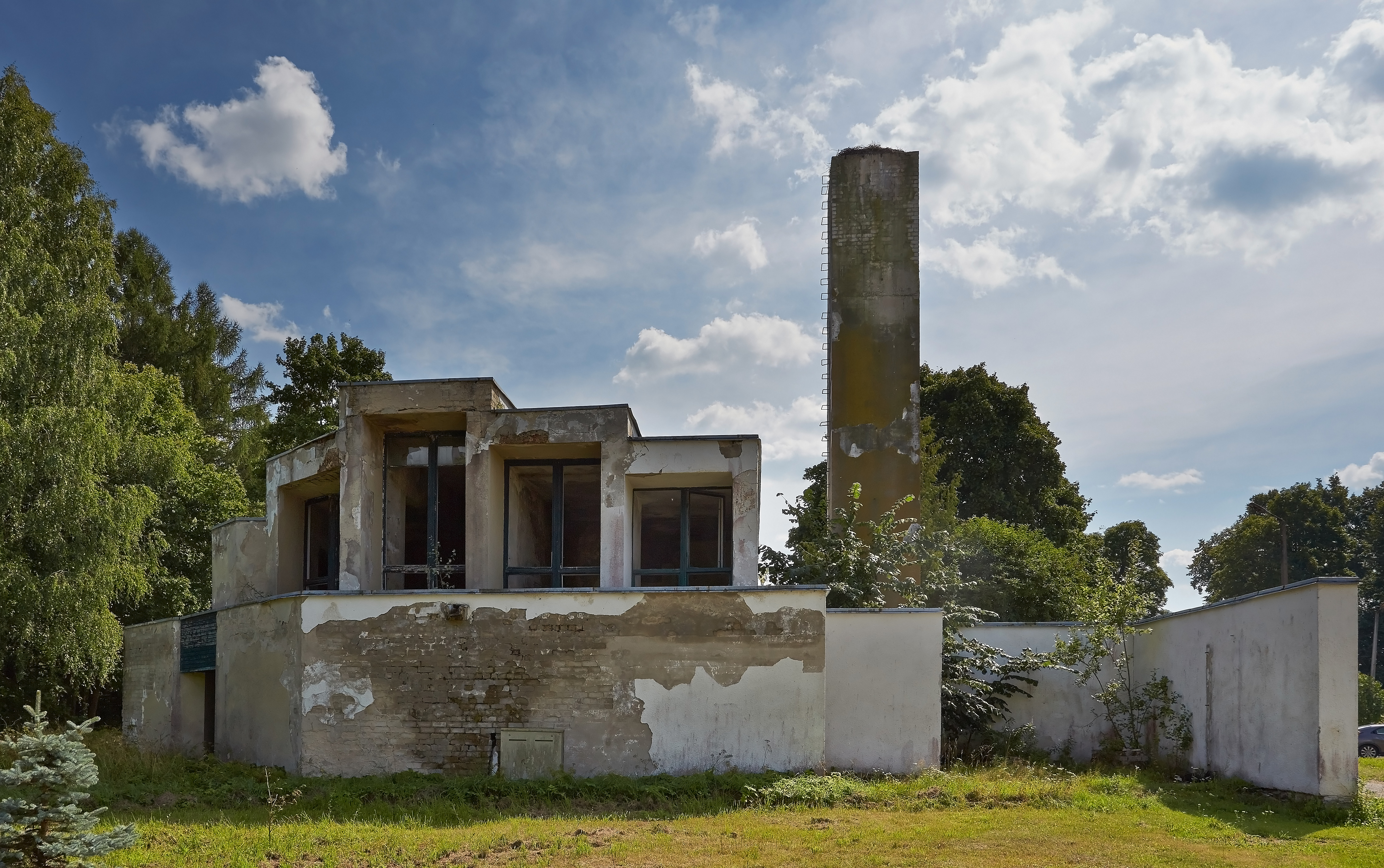
Вид с торца